# Peklenica
Peklenica (mađ. Bányavár) je naselje koje administrativno pripada gradu Mursko Središće, u Međimurskoj županiji. Prema popisu stanovništva iz 2011. godine naselje ima 1217 stanovnika.
Peklenica se nalazi uz rijeku Muru, a od Murskog Središća udaljena je 3,1 km, a od susjednih naselja Križovca 1,5 km i Vratišinca 2,4 km.  Od Čakovca je udaljena 11 kilometara. Kroz naselje prolazi regionalna cesta, tzv. “murska magistrala”, Mursko Središće – Podturen – Sv. Juraj u Trnju, gdje se spaja s cestom D 20.
Topografski smještaj Peklenice osigurao je niz ambijentalnih vrijednosti koje pružaju mogućnosti za kvalitetno stanovanje. Naselje se razvija u podnožju dvaju brežuljaka, a kroz njegovo središte protječe kanalizirani vodotok Brodec, koji također pridonosi pejzažnom ugođaju središnjeg dijela naselja.
U Peklenici su osnovane udruge: NK Plavi Peklenica, ŠRD "Karas", Skijaški klub "Jeti", DVD Peklenica, Udruga solidarne pogrebne pomoći, Društvo žena, Udruga mladih, Udruga "Josip Broz Tito" (ogranak Peklenica), Odbojkaški klub "Plavi".
Poznata je kao prvo nalazište nafte u Hrvatskoj i svijetu. Nafta se u Peklenici eksploatirala četiri godine prije nego u Pennsylvaniji (SAD), odakle potječu prvi podaci o nafti na svijetu. Prvo korištenje nafte zbilo se 1856., a prvo bušenje 1886. godine. Od 1932. do 1940. proizvodnja nafte u cijeloj Jugoslaviji iznosi 5 884 tona, od čega je samo u Peklenici izvađeno 4 098 tona. Peklenica je dobila naziv po »peklu«, kako je narod nazivao naftu koja je tu pronađena. Koristila se još u doba Zrinskih za podmazivanje osovina zaprežnih kola. Vađenje nafte prestalo je 1967. godine. Danas se u Peklenici gradi Muzej peklarstva/nafte i rudarstva kako bi se sačuvala uspomena na te dane. Ispod Pekleničkog tla nalazi se još prirodni plin, termalna voda te ugljen.

## Stanovništvo
| broj stanovnika | 325   | 317   | 442   | 527   | 586   | 628   | 736   | 934   | 1013  | 1108  | 1186  | 1305  | 1275  | 1284  | 1347  | 1217  | 1072  |
|                 | 1857. | 1869. | 1880. | 1890. | 1900. | 1910. | 1921. | 1931. | 1948. | 1953. | 1961. | 1971. | 1981. | 1991. | 2001. | 2011. | 2021. |

## Vanjske poveznice
- Mursko Središće